# Dejilin (köpinghuvudort i Kina, Tibet Autonomous Region, lat 29,20, long 89,87)
Dejilin (kinesiska: 德吉林, Rena, 仁阿, 德吉林镇) är en köpinghuvudort i Kina. Den ligger i den autonoma regionen Tibet, i den sydvästra delen av landet, omkring 130 kilometer sydväst om regionhuvudstaden Lhasa. Antalet invånare är 4 722. Befolkningen består av 2 312 kvinnor och 2 410 män. Barn under 15 år utgör 25,0 %, vuxna 15-64 år 67 %, och äldre över 65 år 6,0 %.
Runt Dejilin är det glesbefolkat, med 12 invånare per kvadratkilometer. Närmaste större samhälle är Qiangqinxue, 8,4 km norr om Dejilin. Trakten runt Dejilin består i huvudsak av gräsmarker.
Genomsnittlig årsnederbörd är 648 millimeter. Den regnigaste månaden är juli, med i genomsnitt 184 mm nederbörd, och den torraste är januari, med 4 mm nederbörd.